# Freie Wahl (1733)

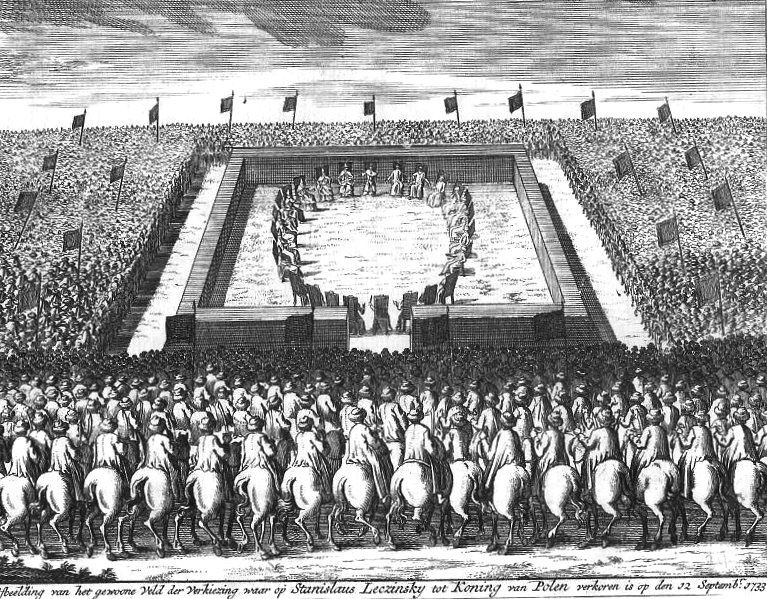
Die Wahl von Stanislaus I. Leszczyński (1733)

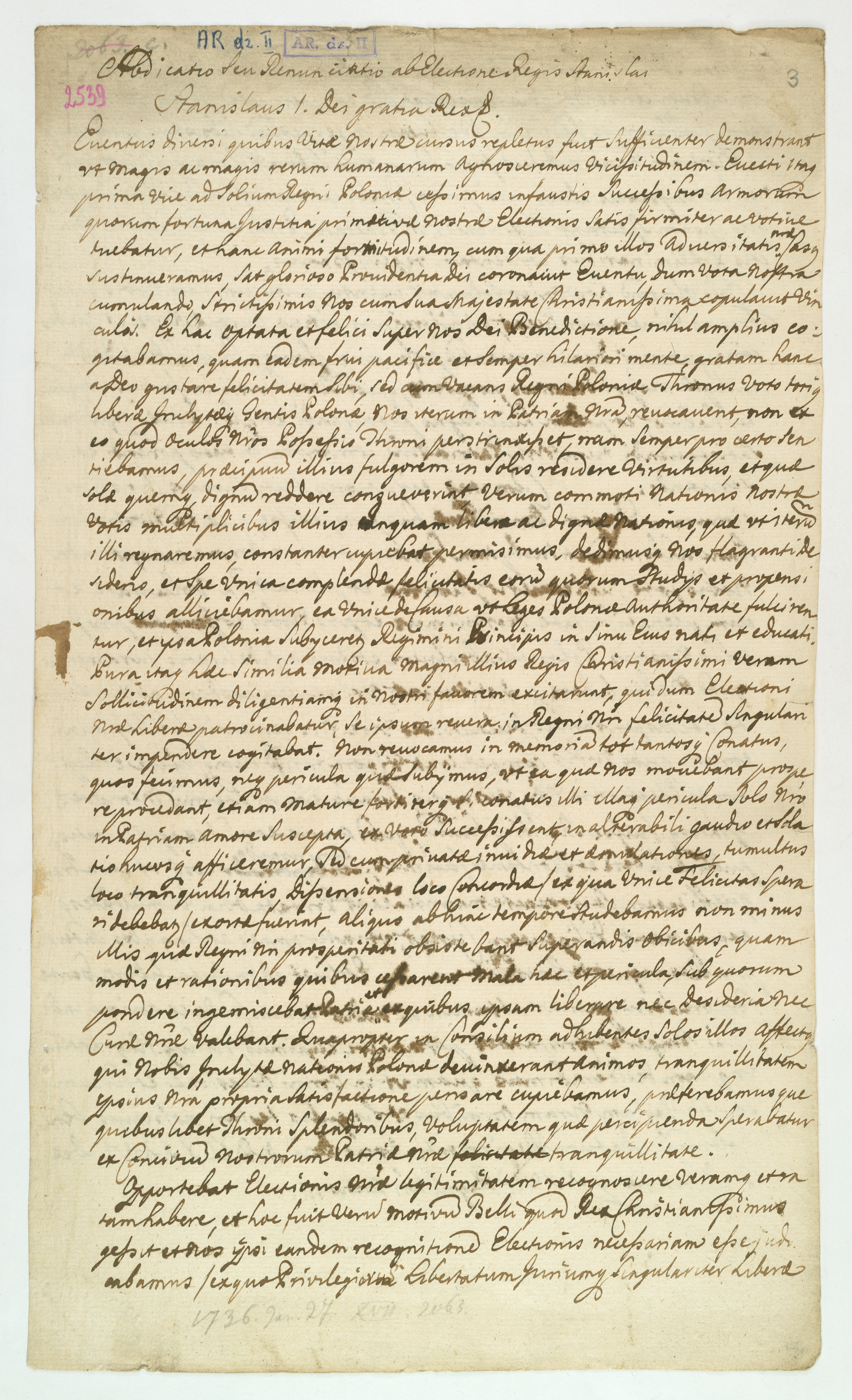
Abdankungsakt von Stanislaus I. Leszczyński

Die Freie Wahl von 1733 war die insgesamt zehnte und vorletzte Wahl ihrer Art zur Bestimmung des Königs und Großfürsten der Königlichen Republik der polnischen Krone und des Großfürstentums Litauen durch den Adel in seiner Gesamtheit.

## Geschichte
Am 1. Februar 1733 starb der König von Polen und Großfürst von Litauen August II. in Warschau und ließ Polen-Litauen ohne einen Herrscher. Eine weitere Wahl zum König war daher unerlässlich. In dieser Zeit war der polnisch-litauische Adel entschieden gegen einen ausländischen Kandidaten, wie den portugiesischen Herzog Infante Manuel mit dem verliehenen Titel Conde de Ourém. Er wurde von dem Russischen Kaiserreich sowie der Habsburgermonarchie (siehe Allianzvertrag der drei Schwarzen Adler) unterstützt. Während einer Sejmversammlung im Juni 1733 schlug der Primas von Polen, Interrex Teodor Potocki vor, dass keine ausländische Kandidatur erwogen werden sollte. Der Antrag wurde von den zwei einflussreichsten polnischen Magnatenfamilien angenommen: Die Potocki-Familie und die Familie Czartoryski. Des Weiteren wurden die Protestanten von allen öffentlichen Ämtern durch den römisch-katholischen, konservativen Adel verbannt. Im Licht dieser Geschehnisse ist der ehemalige König Stanislaus I. Leszczyński, als der ersichtlichste Kandidat aufgetaucht. Leszczyński selbst war dem Staatenbund Polen-Litauen nicht gut in Erinnerung. Während seiner Herrschaft (1704–1709) galt er als Marionette des schwedischen Großreiches und verließ diesen nach der Schlacht bei Poltawa. Im Jahr 1725 heiratete seine Tochter Maria Leszczyńska, Ludwig XV., sodass sie Königin von Frankreich sowie dem Königreich Navarra wurde. Als Folge dieser Heirat war die Beliebtheit Leszczyńskis unter dem polnischen Adel weitverbreitet, da seine Wahl mit der Hoffnung verbunden wurde, die internationale Position Polens zu stärken. Zur gleichen Zeit setzten sich die Königshöfe in Wien, St. Petersburg und Berlin gegen den positiv gegenüber Frankreich eingestellten Leszczyński ein, aus Angst vor einem Erstarken des französischen Königreichs.
Im Juli 1733 erschien Leszczyński in Versailles und bald danach stellte Frankreich eine Kriegsflotte, die ihn von Brest nach Danzig brachte. Diese Vorbereitungen waren jedoch eine List des Kardinal André-Hercule de Fleury, um keinen Konflikt mit dem Königreich Großbritanniens zu riskieren. Daher verkleidete sich Leszczyński, als ein Kaufmann namens Ernest Bromback, der durch den französischen Armeeoffizier Dandelot begleitet wurde. Sie gelangten auf Landweg nach Polen nach einer Reise durch Deutschland.
Am 12. September 1733 versammelte sich der Adel in Wola nahe Warschau und wählte Stanislaus I. Leszczyński zum neuen König Polens. In der Abstimmung erhielt er die Zustimmung von 13.500 Wählern. Diese Nachricht wurde in Paris mit Freude empfangen. Aber kurz nach der Wahl floh der neue König nach Danzig, wo er den französischen Militärberater erwartete. Der Herrscher fürchtete eine 30.000 Mann umfassende russische Armee, die den Staatenbund im frühen August betrat. Die Russen organisierten eine separate Königswahl am 5. Oktober des gleichen Jahres mit nur 1.000 Wählern, die für Friedrich August II. stimmten dem Sohn von August dem Starken. Diese Ereignisse kennzeichneten den Anfang eines bedeutenden europäischen Konflikts, auch bekannt als der Polnische Thronfolgekrieg.
Ein Bürgerkrieg war ebenfalls im Staatenbund ausgebrochen. Die russische Armee nahm daraufhin Krakau ein, wo August III. am 17. Januar 1734 gekrönt wurde. Schließlich siegte die russische- sowie sächsische Armee über die Unterstützer von Leszczyński (Belagerung von Danzig (1734)). Im Jahr 1736 akzeptierte der Sejm den Thronantritt von August III. und war damit König von Polen und Großfürst von Litauen.